# 히페르테르무스속
히페르테르무스속은 피로딕티움과의 한 속이다.